# Wim Dries
Wim Dries (Genk, 24 maart 1972) is een Belgisch politicus voor de CD&V.

## Biografie
Wim Dries is geboren op 24 maart 1972 en groeide op in Bret-Gelieren als jongste zoon uit een gezin van vier. Zijn ouders, Louis Dries en Clara Paulussen, trouwden in 1965. Hij groeit op op de Weg naar As in Genk. Zijn vader baatte er een garage uit. De familie Dries is een van de oude Genker-families. De stamboom gaat méér dan 300 jaar terug. Oorspronkelijk komen ze van het gehucht Camerlo, een van de zes oorspronkelijke gehuchten waarop Genk gebouwd is. Zijn grootvader Bret Janneke vestigt zich als een van de eerste op de Bret, toen nog een uitgestrekt heidelandschap. Zijn mama, Clara Paulussen, komt uit hartje van de Kempen, meer bepaald Ravels, nabij Turnhout en neemt wat politiek DNA mee naar Genk. Haar vader, Anton Paulussen, zetelt van 1947 tot 1968 in de gemeenteraad van Ravels voor de toenmalige CVP en maakt er 21 jaar deel uit van het schepencollege. Hij was zes jaar burgemeester van Ravels. Daarnaast is hij 15 jaar provincieraadslid in de provincie Antwerpen.
Wim Dries woont nog steeds in Bret-Gelieren met zijn echtgenote en twee kinderen.

### Studies en carrière
Na zijn middelbare studies in het Sint-Jan Berchmanscollege, behaalde hij het diploma Bachelor Elektronica Finaliteit in Diepenbeek en volgde hij meerdere bijkomende opleidingen.
Hij werkte lange tijd als leidinggevende bij DAF en gaf ook een tijdje les.

### Gemeenschapsleven
Hij zetelde in de studentenraad en was jarenlang voorzitter van vlaggendansgroep Symbolica en de Genker Heidefeesten, verder was hij ook enkele jaren actief als presentator op de Genkse lokale radio 'G.R.K.'

### Politieke carrière

#### Gemeenteraadslid
In 1995 werd Dries verkozen als gemeenteraadslid in Genk en sinds 2002 is hij voltijds actief in het schepencollege.

#### Burgemeester
Na 7 jaar schepen te zijn werd Dries in december 2009 de tiende burgemeester van Genk.
In 2018 veegde hij met een persoonlijke score van 11.926 naamstemmen alle concurrentie weg. De CD&V Genk behaalde dat jaar in totaliteit 16.416 stemmen. De partij behield zo de 18 zetels in de gemeenteraad met een verkiezingsresultaat van 38,6%.
In 2012 behaalde de CD&V Genk 41% van de stemmen en 18 zetels.
Zijn bevoegdheden als burgemeester zijn: Veiligheid, Beleidscoördinatie en Innovatie, Aanpak Armoede, Interne Stafdiensten en ICT.
Wim Dries was kandidaat-burgemeester en lijsttrekker voor de gemeenteraadsverkiezingen van oktober 2024. Wim Dries is lijstduwer voor de Europese Parlementsverkiezingen in 2024 met Wouter Beke als lijsttrekker. Hij werd opnieuw verkozen als burgemeester van Genk. 

#### Voorzitterschap
Wim Dries is voorzitter van de Vereniging van Vlaamse Steden en Gemeenten (VVSG) sinds 2017 en van netbeheerder Fluvius sinds 2022.
Hij was tussen 2013 en 2018 voorzitter van Infrax.
Wim Dries is voorzitter van het BlueHealth Innovation Center vzw (BHIC), dat lokale overheden, bedrijven, onderzoekscentra en zorginstellingen samenbrengt en de digitale transformatie stimuleert van de gezondheidszorg.
Ook is hij voorzitter van de Brandweerzone Oost-Limburg en Politiezone Carma.
Wim dries is tevens ondervoorzitter voor CIPAL - centrum voor Informatica Provincies Antwerpen en Limburg.

#### Bestuurslid
Sinds 2018 zetelt Wim Dries in de raad van bestuur van Fluvius.
Ook is hij bestuurder van de Vereniging van Belgische Steden en Gemeenten vzw, T2 cvba, Smart Region Limburg (s-Lim cv), Reset vzw, Mo-Thor nv, Interkabel Vlaanderen cv en CIPAL nv.

#### Zaakvoerder
In 1992 richten de broers Jan en Wim Dries een coöperatieve vennootschap op: D-Cube Resource.
Het kleine bedrijfje specialiseert zich in het beheer van domeinnamen en internetdiensten. Gelet op zijn mandaat in de politiek, neemt Wim hier de laatste jaren geen actieve rol meer in op. Als stille vennoot volgt hij van op afstand wel nog het reilen en zeilen van D-Cube Resource.

#### Mandaten
In de periode 2004 tot 2021 cumuleerde hij 15 à 21 mandaten, waarvan 5 à 11 bezoldigd.

## Media en imago
Wim Dries is gekend als een burgemeester die zich onder de Genkenaren mengt, en deelneemt aan het lokale stadsleven.
Hij heeft een visionair beeld van Genk en profileert zich als stadsarchitect die de stad wil omvormen naar een toekomstvaste stad.
Zijn imago als burgervader werd hem toegekend door de media nadat hij reeds in 2009 aangaf dat zijn hart en ambitie in de lokale politiek ligt en niet in de nationale of federale.